# UFC 145
UFC 145: Jones vs. Evans foi um evento do Ultimate Fighting Championship ocorrido en 21 de abril de 2012 no Philips Arena em Atlanta, Geórgia. Previsto inicialmente para ocorrer em Montreal, no Canadá, pela falta de uma grande luta, o evento foi cancelado, e a dita edição 146, foi renomeada para 145. Nesta edição houve a defesa de  cinturão do americano Jon Jones contra Rashad Evans, pela categoria Pesos Meio-Pesados.

## Resultados
Nota 1 Pelo Cinturão Meio-Pesado do UFC.

## Bônus da noite
Os lutadores receberam U$S 65 mil em bônus.
- Luta da Noite:  Eddie Yagin vs.  Mark Hominick
- Nocaute da Noite:  Ben Rothwell
- Finalização da Noite:  Travis Browne